# Kabupaten Supiori
Kabupaten Supiori är ett kabupaten i Indonesien.   Det ligger i provinsen Papua, i den östra delen av landet, 3 200 km öster om huvudstaden Jakarta. Antalet invånare är 15 874. Kabupaten Supiori ligger på ön Kepulauan Schouten.